# Kristy McNichol
Christina Ann "Kristy" McNichol, född 11 september 1962 i Los Angeles, Kalifornien, är en amerikansk komiker och skådespelerska.

## Utmärkelser
McNichol vann två Primetime Emmy Award för bästa kvinnliga biroll i en dramaserie för sin insats i Family.

## Roller i urval
- 1976–1980 – Family (TV-serie) (86 avsnitt)
- 1977 – Kärlek ombord (TV-serie) (1 avsnitt)
- 1978 – Slutet
- 1981 – Bara när jag skrattar
- 1982 – Vit hund
- 1982 – The Pirate Movie
- 1986 – Krigets änglar
- 1988 – Two Moon Junction
- 1988–1995 – Härlige Harry (TV-serie) (119 avsnitt)
- 1991–1992 – Pantertanter (TV-serie) (2 avsnitt)